# Semaine européenne de la mobilité

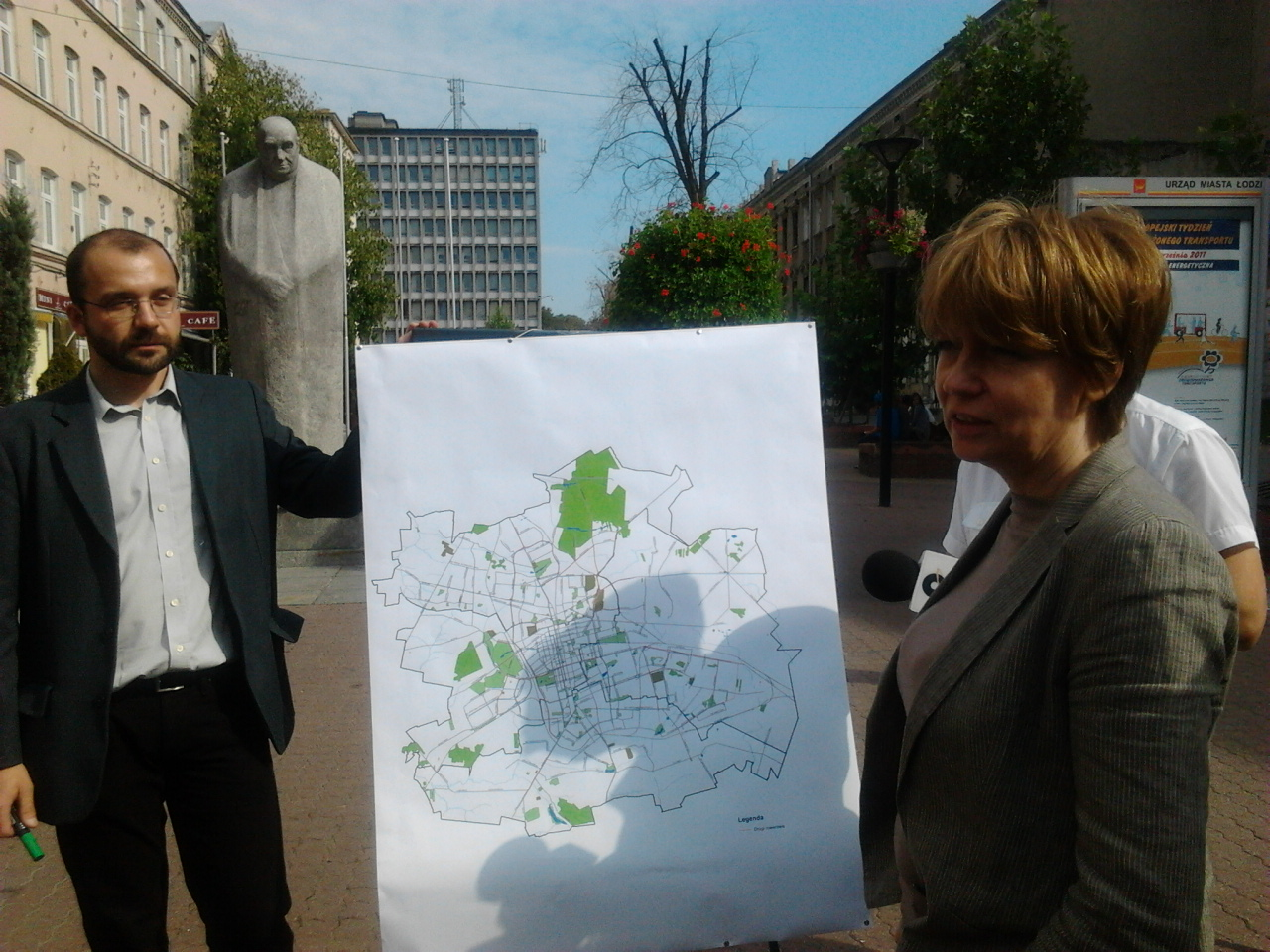
Le maire de Łódź (Pologne) durant l'édition 2011.

La Semaine européenne de la mobilité est une campagne annuelle se déroulant pendant une semaine de septembre ayant pour but de sensibiliser les citoyens européens à l'utilisation des transports publics, du vélo, de la marche, du covoiturage afin d'encourager les villes européennes à promouvoir ces modes de transport et à investir dans les infrastructures nécessaires. La première s'est déroulée en 2002.
Cet évènement, soutenu par la Commission européenne et sa direction générale à l'Environnement, consiste en une semaine entière d'actions de sensibilisation autour de divers aspects du transport durable dans les villes européennes. La Journée sans Voiture du 22 septembre fait partie intégrante de la Semaine de la Mobilité. Il en est de même pour la Journée du transport public qui s'inscrit également dans ce cadre.
L'objectif général de la campagne de la Semaine européenne de la mobilité est de stimuler la prise de conscience du public sur le besoin d'agir contre la pollution causée par la circulation accrue de véhicules motorisés dans l'environnement urbain. En réalité, il ne s'agit pas uniquement de lutter contre la pollution atmosphérique ou le bruit, mais également d'améliorer la qualité de la vie citadine.
Pour ce faire, cette opération est centrée autour de trois types de mesures, conçues pour :
- encourager l'utilisation des formes alternatives de transport et de voyage autres que les voitures privées ;
- éveiller la conscience des citadins et les informer des enjeux de la mobilité à long terme en ville et des risques liés à la pollution ;
- montrer la ville sous un autre jour, entre autres grâce à une circulation réduite des véhicules à moteur dans les zones à accès restreint.

C'est une occasion pour toutes les villes participantes de montrer qu'elles se sentent concernées par les questions environnementales. L'opération va leur permettre à la fois de s'exprimer à ce sujet et de donner l'occasion aux citoyens de montrer leur soutien par leur intérêt et leur implication pour des mesures en faveur d'une meilleure qualité de vie en milieu urbain. Donner à tous un moyen alternatif de se déplacer implique nécessairement de repenser la répartition des axes routiers. C'est pourquoi la Semaine européenne de la mobilité représente dans l'année un moment unique où les élus municipaux peuvent mettre à l'essai leurs politiques de transport et les présenter aux citoyens.

## Historique

### Du projet « En ville sans ma voiture! »...
À la fin de l'année 2000, la Commissaire européenne à l'Environnement, la Suédoise  Margot Wallström, a mis en place la Journée sans voiture en tant qu'initiative européenne. Cet événement donne la possibilité aux villes participantes de montrer leur préoccupation pour les problématiques liées à l'environnement.
Durant une journée, les autorités locales peuvent présenter leurs centres urbains sous un nouveau jour et mettre en œuvre des actions-clés destinées à restreindre la circulation des véhicules à moteur dans certaines zones, encourageant l'utilisation de modes de transport durables et sensibilisant les citoyens à l'impact que le choix de leur mode de transport a sur l'environnement.

### ... à la Semaine européenne de la mobilité
La Semaine européenne de la mobilité est lancée en 2002 par la Commissaire européenne Margot Wallström. 
Elle est organisée chaque année en septembre et est dédiée à la mobilité durable. La Semaine européenne de la mobilité donne la possibilité d'initier une large palette d'activités et représente pour les autorités locales, ainsi que pour les organisations et associations, une plateforme pour :
- promouvoir leurs politiques, initiatives et bonnes pratiques liées à la mobilité urbaine durable ;
- contribuer à sensibiliser les citoyens aux dégâts que les pratiques actuelles de mobilité provoquent sur l'environnement et la qualité de vie ;
- établir des partenariats performants avec les intervenants locaux ;
- prendre part à une campagne d’envergure européenne, partageant avec d'autres villes une identité et un objectif communs ;
- mettre en valeur l'implication locale en faveur des politiques de transport urbain durable;
- lancer de nouvelles politiques à plus long terme et des mesures permanentes.

Depuis quelques années[Quand ?], la campagne est également organisée dans certains pays hors Europe.

## Participation
Chaque autorité locale peut participer à la Semaine européenne de la mobilité à condition qu'elle s'engage à respecter une charte rédigée en consultation avec différents partenaires européens du projet, ou, dans certains pays, une charte qui a été adaptée aux contraintes nationales d'un état qui souhaite renforcer les mesures à mettre en œuvre.
| Année | Villes participantes | Pays | Pays avec la plus forte participation |
| ----- | -------------------- | ---- | ------------------------------------- |
| 2019  | 3121                 | 50   | Espagne (553 villes)                  |
| 2018  | 2 792                | 52   | Autriche (559 villes)                 |
| 2017  | 2 524                | 50   | Autriche (577 villes)                 |
| 2016  | 2 427                | 51   | Autriche (523 villes)                 |
| 2015  | 1 873                |      |                                       |
| 2014  | 2 013                |      |                                       |
| 2013  | 1 931                |      |                                       |
| 2012  | 2 157                |      |                                       |
| 2011  | 2 268                | 43   | Espagne (764 villes)                  |
| 2010  | 2 221                | 42   | Espagne (537 villes)                  |
| 2009  | 2 181                | 39   | Autriche (396)                        |
| 2008  | 2 102                | 39   | Autriche (378)                        |
| 2007  | 2 020                | 36   | Autriche (398)                        |
| 2006  | 1 321                | 37   | Pays-Bas (323)                        |
| 2005  | 964                  | 38   | Espagne (227)                         |
| 2004  | 854                  | 37   | Pays-Bas (140)                        |
| 2003  | 721                  | 30   | Pays-Bas (177)                        |
| 2002  | 418                  | 23   | Turquie (79)                          |

## Thème annuel
Chaque année, la Semaine européenne de la mobilité met l'accent sur un thème particulier lié à la mobilité durable, appelé « thème principal ». Les autorités locales sont invitées à organiser des activités pour leurs citoyens afin de les sensibiliser en particulier à ce thème principal. Par ailleurs, les municipalités ont été encouragées à lancer et promouvoir des mesures qui soutiendraient ce thème.

### Thème 2019
La 18e édition de la campagne met à l'honneur les avantages de la marche à pied et du vélo en toute sécurité avec son appel à l'action « Marchons ensemble ! »

### Thème 2011
Le thème principal de la Semaine de la mobilité 2011 a été : Mobilité alternative.
Afin de garantir une économie efficace énergétiquement et à basses émissions de CO2, l'UE a adopté une série d'objectifs climatiques et énergétiques ambitieux devant être atteints à l'horizon 2020. Ils incluent une réduction de 20 % des émissions de gaz à effet de serre, une augmentation de 20 % de l'efficacité énergétique et une part de 20 % d'énergies renouvelables dans la consommation totale d'énergie.
Un des défis majeurs dans la réalisation de ces objectifs est le volume croissant des déplacements en voitures privées, qui dépendent en très grande majorité de carburants pétroliers. En se concentrant sur la mobilité alternative, la dixième édition de la Semaine Européenne de la Mobilité souhaite soutenir la transition vers un système de transport économe en ressources en faisant la promotion de modes de transport propres et consommant peu et des déplacements "à énergie humaine".
En évitant, modifiant et améliorant les transports au niveau local, les villes européennes peuvent améliorer l'équilibre énergétique et la performance environnementale du système de transport tout en offrant une vie urbaine plus saine, plus sûre et plus agréable.

### Autres thèmes annuels
| Semaine Européenne de la Mobilité | Thème de la Semaine                                          |
| --------------------------------- | ------------------------------------------------------------ |
| 2016                              | Mobilité intelligente. Économie performante                  |
| 2014                              | Bougez autrement                                             |
| 2012                              | Se déplacer dans la bonne direction                          |
| 2011                              | Mobilité Alternative                                         |
| 2010                              | Voyager intelligemment, vivre mieux                          |
| 2009                              | Améliorer le Climat des Villes                               |
| 2008                              | Un air propre pour tous                                      |
| 2007                              | Des rues pour les personnes                                  |
| 2006                              | Changement Climatiques                                       |
| 2005                              | Déplacements Intelligents                                    |
| 2004                              | Des rues sûres pour les enfants                              |
| 2003                              | Accessibilité                                                |
| 2002                              | Transport public, Vélo, Rues et Voies vertes pleines de vie! |

## Prix de la Semaine de la mobilité
Le Prix de la Semaine de la mobilité a été créé pour récompenser les activités réalisées par les autorités locales dans le cadre de la Semaine européenne de la mobilité. Il est remis aux villes qui ont fait preuve de leur qualité de précurseur en termes de transport durable et qui sont parvenues à faire passer le message de la campagne à leurs citoyens.
Ce prix a pour but de promouvoir les expériences et succès dans l'organisation de la Semaine et de sensibiliser au besoin d'actions locales et individuelles dans le domaine de la mobilité urbaine durable.
| Semaine Européenne de la Mobilité | Gagnant du Prix                  | Pays                           |
| --------------------------------- | -------------------------------- | ------------------------------ |
| 2011                              | Almada                           | Portugal                       |
| 2010                              | Gävle                            | Suède                          |
| 2009                              | Budapest                         | Hongrie                        |
| 2008                              | Koprivnica[Laquelle ?]           | Croatie                        |
| 2007                              | León                             | Espagne                        |
| 2006                              | Copenhague                       | Danemark                       |
| 2005                              | Nantes                           | France                         |
| 2004                              | Ljubljana                        | Slovénie                       |
| 2003                              | Ferrare, Genève, Lund, Cracovie* | Italie, Suisse, Suède, Pologne |

Prix de la Semaine de la Mobilité 2003*:
- Ferrare (Italie) pour le plan d'action le plus complet au regard des événements à thèmes, des activités individuelles et de l'implication des citoyens.
- Genève (Suisse) pour la mesure permanente la plus innovante appliquée à l'occasion de la Semaine Européenne de la Mobilité.
- Lund (Suède) pour la meilleure stratégie de communication pour promouvoir la Semaine Européenne de la Mobilité auprès des citoyens.
- Cracovie (Pologne) pour leur engagement et leur implication dans la mise en œuvre de la première Semaine Européenne de la Mobilité dans leur autorité locale, le Jury leur décerne une mention spéciale.